# Shkëlqim Muça
Shkëlqim Muça (Tirana, 19 marzo 1960) è un allenatore di calcio, dirigente sportivo ed ex calciatore albanese, di ruolo centrocampista.

## Carriera

### Nazionale
Ha collezionato 15 presenze segnando anche 3 gol con la Nazionale albanese.

## Palmarès

### Giocatore

#### Club

##### Competizioni nazionali
- Campionato albanese: 4

KF Tirana: 1981-1982, 1984-1985, 1987-1988, 1988-1989
- Coppa d'Albania: 3

KF Tirana: 1982-1983, 1983-1984, 1985-1986

### Allenatore

#### Club

##### Competizioni nazionali
- Campionato albanese: 10

KF Tirana: 1994-1995, 1995-1996, 1998-1999, 1999-2000, 2002-2003, 2003-2004, 2004-2005, 2006-2007
Dinamo Tirana: 2009-2010
Skenderbeu: 2010-2011
- Coppa d'Albania: 4

KF Tirana: 1995-1996, 2000-2001, 2001-2002, 2005-2006